# Ali van Jordanië
Ali bin al-Hoessein van Jordanië (Arabisch: الأمير علي بن الحسين) (Amman, 23 december 1975) is de derde zoon van de overleden Jordaanse koning Hoessein van Jordanië. Zijn moeder is Alia al-Hoessein, de derde vrouw van Hoessein. Sinds 6 januari 2011 is hij de vicepresident van de FIFA voor Azië.

## Opleiding
Prins Ali begon zijn opleiding in het Islamic Educational College in zijn geboortestad Amman. Hij zette zijn studies voort in het Verenigd Koninkrijk en in de Verenigde Staten. In 1993 studeerde hij af in de Salisbury School in Connecticut, waar hij uitblonk in het worstelen. De prins begon zijn militaire opleiding in de Koninklijke Militaire Academie Sandhurst in het Verenigd Koninkrijk. Voor zijn studies in de Verenigde Staten diende hij reeds de Jordaanse Special Forces als padvinder. In 1999 studeerde hij ook af in de privé-universiteit Princeton in de Verenigde Staten. Hij spreekt vloeiend Arabisch, Engels en West-Circassisch.

## Carrière
In 1999 werd prins Ali gevraagd om de speciale veiligheidsdienst van Abdoellah II van Jordanië te leiden. Hij deed dat tot en met 28 januari 2008. Bin al-Hoessein is de voorzitter van het bestuur van de Royal Film Commission en de voorzitter van de Jordaanse voetbalbond. Hij is eveneens voorzitter van de door hem opgerichte West-Aziatische voetbalconfederatie. Op 6 januari 2011 werd prins Ali verkozen tot vicepresident van de FIFA in Azië. Hij slaagde erin de FIFA te overtuigen de hoofddoek voor vrouwen toe te laten in het voetbal. Hij was eveneens een van de FIFA-officials die wilde dat het corruptierapport over de toegekende wereldkampioenschappen voetbal aan Rusland en Qatar door Michael J. Garcia openbaar bekendgemaakt zou worden. In januari 2015 werd bekend dat prins Ali Sepp Blatter uitdaagt als voorzitter van de wereldvoetbalbond FIFA.

## Privé
Op 23 april 2004 trouwde prins Ali met de Algerijnse Rym Brahimi, een voormalige CNN-reporter en dochter van Lakhdar Brahimi, een diplomaat die voor de Verenigde Naties werkt. Samen kregen zij twee kinderen, prinses Jalila bint Ali (16 september 2005) en prins Abdullah bin Ali (19 maart 2007).